# Rivula trilineata
Rivula trilineata är en fjärilsart som beskrevs av Moore 1888. Rivula trilineata ingår i släktet Rivula och familjen nattflyn. Inga underarter finns listade.